# Marcus Diniz
Marcus Diniz, właśc. Marcus Plínio Diniz Paixão (ur. 1 sierpnia 1987 w Vitórii) – brazylijski piłkarz występujący na pozycji środkowego obrońcy. Zawodnik włoskiego AC Milan.